# Víctor Català
Víctor Català, właściwie Caterina Albert i Paradis (ur. 11 września 1869 w La Escala, zm. 27 stycznia 1966 tamże) – pisarka katalońska.
Przedstawicielka modernizmu i naturalizmu w literaturze. Tematyka jej utworów była związana z życiem ludu katalońskiego. Tworzyła zbiory opowiadań, powieści, poezje i dramaty. Najbardziej znane opowiadania to: Drames rurals (1902), Marines (1926) i Vida mòlta (1949). Do powieści zalicza się: Solitud (1905) i Un film (1919).